# Slătioarele, Argeș
Slătioarele este un sat în comuna Băbana din județul Argeș, Muntenia, România.